# Eunuco

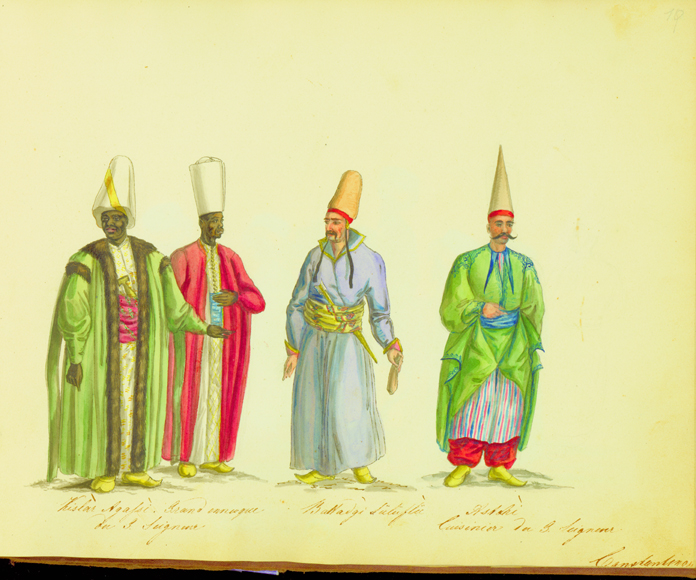
El kizlar agha, jefe de los eunucos negros del harén imperial otomano.

Un eunuco es un varón castrado. A lo largo de la historia, la castración se ha realizado para una función social concreta. La primera referencia de castraciones intencionadas se dan en la ciudad sumeria de Lagash en el II milenio antes de Cristo. La privación de los genitales externos masculinos puede efectuarse de manera parcial (castración) o total (emasculación).
Por relación directa, la palabra eunuco puede ser referida a hombres poco viriles o afeminados, y era una forma común de denominar a los homosexuales durante el Imperio romano.

## Etimología
El término eunuco proviene del griego antiguo εὐνοῦχος (eunoukhos), atestiguado por primera vez en un fragmento de Hiponacte, poeta e inventor de palabras compuestas del siglo VI antes de Cristo. Orión de Tebas en el siglo V después de Cristo ofrece dos orígenes para esta palabra: la primera, to tēn eunēn ekhein, «guardián de cama», referido al título de los eunucos como cubicularios del palacio imperial, y la segunda, to eu tou nou ekhein, «comportarse bien con respeto a la mente», que Orión explica basado en su «privación del coito (esterēmenou tou misgesthai)».
La primera opción fue citada a finales del siglo IX por el emperador bizantino León VI en su Nueva Constitución 98, en la que prohíbe el matrimonio de eunucos, describiéndolos como fieles guardianes del lecho matrimonial y citaba la palabra eunuco para este tipo de tarea. El emperador da más detalles que Orión y atribuye la falta de coito masculino-femenino a la castración, que dice que se realizaba con la intención «de que no hagan lo que hacen los varones, o al menos que se extinga todo lo que tenga que ver con deseo por el sexo femenino». El monje bizantino Nikon de la Montaña Negra se inclinó en el siglo XI por el segundo significado de Orión, declarando que proviene de eunoein (eu «bueno» + nous «mente») con el significado de «con buenas intenciones, predispuesto o favorable», aunque difiere con Orión al asegurar que proviene de la confianza que los gobernantes celosos depositaban en sus sirvientes eunucos. Teofilacto de Ohrid declara, en su obra En defensa de los eunucos, que proviene de las palabras eupnoeic y ekhein «tener, albergar», ya que siempre estaban predispuestos hacia su señor que los «albergaba».
Las traducciones de la Biblia a las lenguas europeas modernas, como la Biblia de Lutero o la Biblia del rey Jacobo, la palabra eunucos de la Vulgata ha sido traducido como un oficial o chambelán, de acuerdo con la idea de que el significado original de eunuco era guardián de cama, la primera opción de Orión. Los expertos religiosos modernos no creen que en las cortes de Israel y Judá existieran hombres castrados, a pesar de que la traducción original de la Biblia al griego utilizaba la palabra eunoukhos.
El erudito y teólogo Gérard Vossius del siglo XVII explica que originalmente la palabra designaba la tarea de guardián de cama, aunque posteriormente se utilizó para los hombres castrados porque a menudo realizaban ese trabajo. Los etimologistas modernos se inclinan por la primera opción de Orión.

## Historia

### Antiguo Oriente Medio

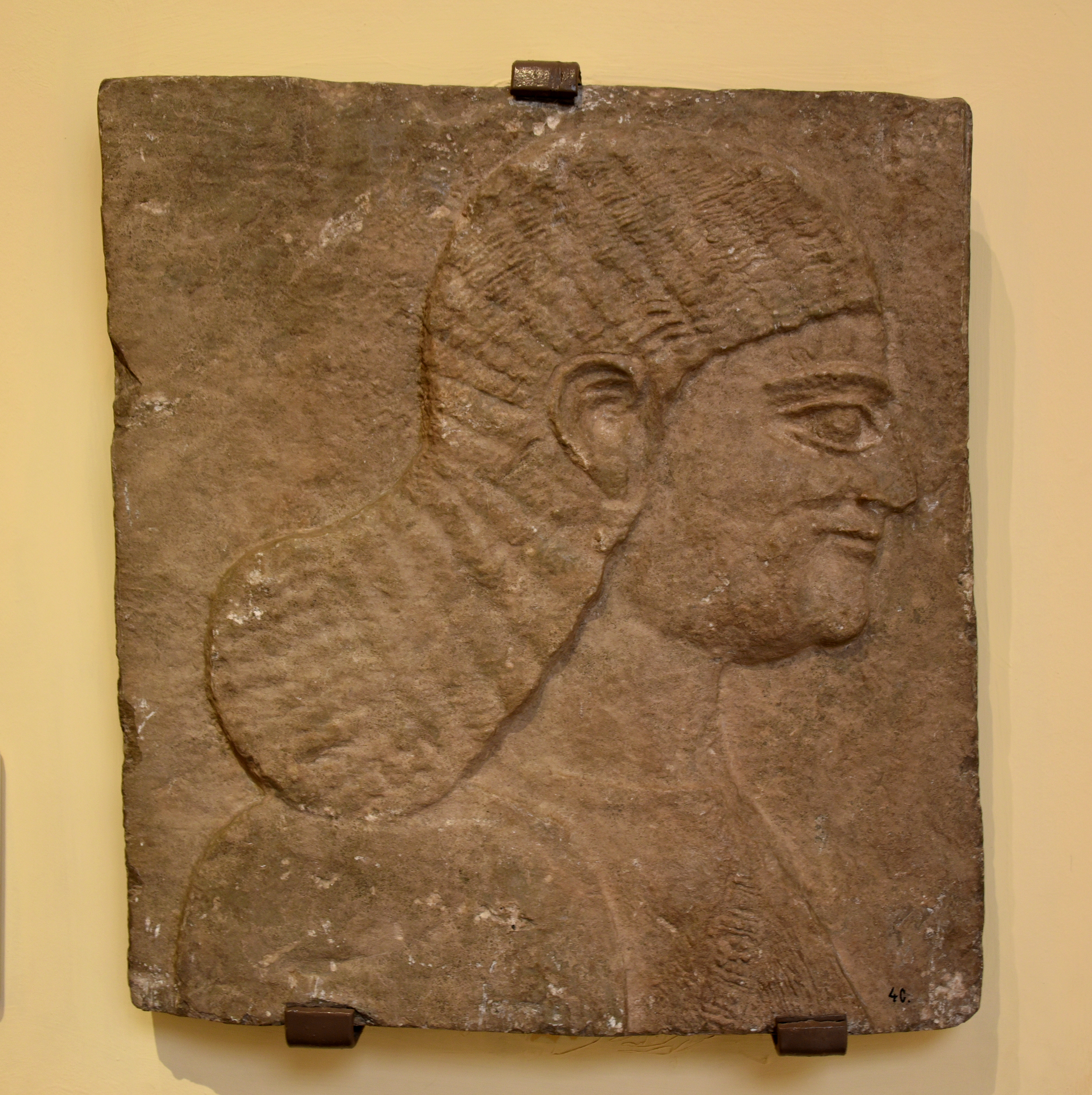
Relieve de caliza representando a un sirviente real asirio, un eunuco. Proveniente del palacio central de Nimrud, 744-727 a. C., actualmente en el Museo del Antiguo Oriente de Estambul.

Los eunucos eran figuras familiares en el Imperio asirio (850-622 a. C.) y en el Antiguo Egipto, de hecho, los Textos de execración egipcios de hace cuatro milenios amenazan a los enemigos de Nubia y Asia, destinado a «todos los hombres, todos los eunucos y todas las mujeres». A veces se convertían en regentes cuando los herederos eran menores de edad, como en el caso del estado neo-hitita de Karkemish, mientras que ocupaban cargos políticos destacados en la Persia aqueménida e incluso en la corte. El eunuco Bagoas (no confundir con el cortesano de Alejandro Magno) fue visir de Artajerjes III y Artajerjes IV y fue el poder principal tras el trono durante sus reinados hasta su asesinato por Darío III.

### Antigua Grecia, Roma y Bizancio
Aunque esta práctica estaba muy extendida en la Antigua Grecia y Roma, su posición en las cortes reales no comenzó a aparecer hasta el Imperio bizantino. Los galos o sacerdotes de Cibeles eran eunucos.
A finales del Imperio romano, tras la adopción del modelo de las cortes orientales por los emperadores Diocleciano (r. 284-305) y Constantino (306-337), los emperadores comenzaron a rodearse de eunucos para tareas como lavarse, peinarse, vestirse y funciones burocráticas, actuando como escudo entre el emperador y sus administradores del contacto físico, y por lo tanto gozando de gran influencia en la corte imperial; un ejemplo de estos eunucos en época romana fue Eutropio. El emperador Juliano (r. 361-363) liberó a los eunucos de este servicio porque pensaba que tenían un sueldo excesivo y se percató de la magnitud de sus contribuciones en el funcionamiento palaciego.
El poeta romano Marcial carga contra una mujer que tiene sexo con eunucos castrados parcialmente, únicamente los testículos (VI, 67): «¿Que por qué solamente tiene eunucos tu Celia, preguntas, Pánico? Celia desea las flores del matrimonio, no los frutos».
En la corte imperial bizantina existían un gran número de eunucos encargados de funciones domésticas y administrativas, a menudo organizados en una jerarquía separada y con diferentes carreras. Archieunucos, cada uno a cargo de un grupo de eunucos, se encontraba entre los cargos principales en Constantinopla, por debajo de los emperadores. Bajo el gobierno de Justiniano en el siglo VI, el eunuco Narsés sirvió como exitoso general en un gran número de campañas.
Las ventajas de los eunucos es que evitaban que los cargos se convirtieran en hereditarios permitiendo acceder a estos puestos por méritos propios; se dedicaban más profundamente en sus tareas, evitando las obligaciones familiares; y no podían ser elegibles para el trono, lo que daba seguridad al emperador. Los que eran privados de sus testículos y de sus penes eran denominados como carzimasia en griego y eran vendidos por precios muy altos.

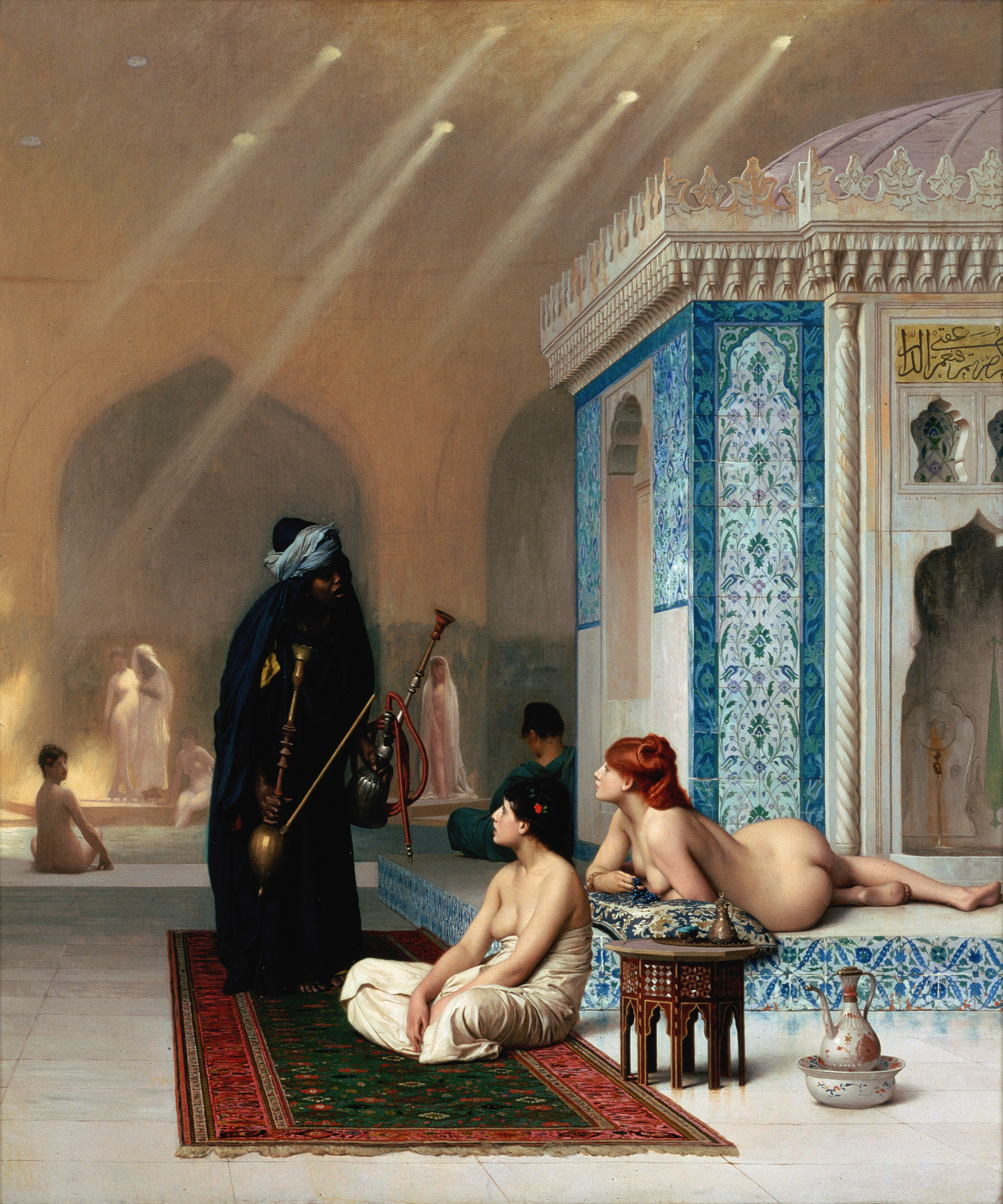
Eunuco en un harén, pintura de Jean-Léon Gérôme,.

### Los eunucos en China
En China, los eunucos eran empleados en el Palacio Imperial. La castración o el convertirse en un eunuco era un requerimiento para poder trabajar en la Corte del Emperador.
Al principio, eran suficientes para cubrir la tradicional cuota de eunucos aquellos delincuentes o criminales que eran condenados a la castración, pero con el tiempo, al aumentar el tamaño del Estado chino y, en consecuencia, su burocracia imperial y sus diversificadas funciones, surgió la necesidad de una mayor cantidad de estos. Los eunucos alcanzaron su máximo apogeo a finales de la Edad Media, especialmente durante la dinastía Ming.
Fue entonces cuando se tuvo que buscar y aceptar nuevos candidatos de diferente procedencia. Pese a ser servidores en distintos cargos, fueron aumentando su importancia y adquiriendo algunas ventajas (como holgura económica). De esta manera, en las aldeas muy pobres a veces algunos pocos se realizaban la automutilación con la esperanza de alcanzar una mejor posición social y económica. No eran extraños los casos en que el padre, la madre, los hermanos y las hermanas, acompañaban a un integrante de la familia a una cita con el barbero-cirujano. Este, con técnicas rudimentarias basadas en la sabiduría de aquel entonces, procedía a la operación. 
Según investigaciones y estudios realizados por europeos en los siglos XIX y XX, el barbero primero envolvía desde su base al pene y los testículos conjuntamente en una venda común que ajustaba fuertemente, lo que producía dolor y proporcionaba la forma de una especie de embutido. A continuación iba retorciendo hacia un lado el paquete así formado, tomaba un cuchillo curvo y lo alzaba a distancia, calculando para un corte fuerte y veloz. Llegados a este punto el barbero preguntaba una vez más si estaban seguros de una decisión que sería irreversible, si el futuro eunuco era mayor de edad, él debía responder por sí mismo, y si era menor entonces la respuesta correspondía a la familia, allí presente. Si la respuesta final era afirmativa, entonces con un solo movimiento cercenaba los genitales. Luego, junto con el inmenso dolor, se producía una abundante hemorragia. El barbero aplicaba baños de sales y aceites para detenerla, papel y ceniza e introducía una pequeña varilla de metal, generalmente estaño, en el orificio uretral. Entonces acontecía lo más difícil, el nuevo eunuco debía estar andando despacio sin mayor descanso, y no consumir nada de líquidos por unos días. Al cabo del tiempo, se le retiraba la varilla de metal antes colocada en el orificio uretral, si conseguía orinar, entonces la operación había sido un éxito y ya podía empezar a gestionar un empleo para servir en la Corte del Emperador. En caso contrario, el conducto se había cerrado y una atroz agonía esperaba al nuevo eunuco antes de su lenta muerte. Alfredo Jácome Roca, en su artículo sobre el eunucoidismo histórico, confirma todo el procedimiento quirúrgico descrito en las castraciones realizadas en China, así como las frecuentes complicaciones post-quirúrgicas, que conllevaban una alta mortalidad. Otros autores como Stent (1887) y Matignon confirman estos hechos.
Los despojos genitales a veces eran reclamados por quien fuera su propietario, en cuyo caso el barbero se los entregaba. Pero con frecuencia dichos despojos no eran reclamados y en ese caso el barbero los guardaba en una vasija anotando cuidadosamente la fecha y a quién pertenecían. Esta conducta se debía a que si el eunuco era aceptado en el Palacio Imperial, y una vez allí conseguía hacer carrera, descubriría que para cada ascenso (y con ello más dinero) la tradición obligaba como requisito enseñar en un rito los restos de lo que fueron sus genitales. Entonces el eunuco volvía presuroso a intentar recuperar lo que en mala hora dejó abandonado, para lo cual el barbero lo esperaba dispuesto a entregarle lo suyo, previo cobro de una importante cantidad adicional de dinero.

### Los eunucos en otros pueblos
En muchos otros pueblos también existía la costumbre de castrar a otros hombres, convirtiéndolos en eunucos. Aún hoy existen en la India (conocidos como hijras), y hasta hace poco existían los skoptsy en Rusia (incluso sobrevivieron hasta mediados del régimen soviético); también los hubo en el barroco europeo, utilizados para el canto y llamados castrati (en italiano, literalmente, 'castrados').

## Aspectos bio-psico-socioculturales
Históricamente, el convertido en eunuco cambia así a una nueva condición de género social. Quiere decir que la cultura en la que está inmerso el individuo, una vez producida la mutilación física de sus genitales externos, le asignaba un trato diferenciado.[cita requerida]
En la especie humana —como en los primates y mamíferos en general— la hembra tiene principalmente sus genitales ocultos y protegidos hacia el interior, mientras que en la disposición anatómica del macho sus genitales principalmente están expuestos y desprotegidos hacia el exterior. Se trata de la parte más vulnerable, expuesta a un dolor excruciante y agónico, y es posible incluso la muerte por el intenso dolor provocado por el estallido o aplastamiento de los testículos. Por ello, en la historia de la humanidad —aunque en un porcentaje ínfimo— son numerosos los hombres que han perdido accidentalmente sus genitales. Posibilidad física real que, si se concreta, es muy probablemente la experiencia más traumática en la vida de un hombre. El gran miedo a esta posibilidad ha sido motivo de importantes estudios, en especial psicoanalíticos por parte de Sigmund Freud.[cita requerida]
Para Freud, el descubrimiento femenino y masculino del sexo opuesto produce en las mujeres un sentimiento inicial de pérdida o carencia, y en los hombres un temor u horror a la pérdida. Es lo que Freud denomina complejo de castración.[cita requerida]
Enfermedades, accidentes o agresiones, para cualquier macho mamífero representa la peligrosa posibilidad de una castración que los convertiría en eunucos. Entre las enfermedades que constituyen una grave amenaza, se encuentran el cáncer de testículos, el cáncer de pene y algunas infecciones de transmisión sexual. Entre las agresiones: las guerras, los celos, accidentes o el sometimiento moral y físico por otro macho más dominante son los motivos más habituales de la castración involuntaria.[cita requerida]

## Eunucos famosos en la historia
- Cai Lun, inventor del papel, consejero imperial del emperador Han.
- Artoxares, cortesano de Artajerjes I y Darío II de Persia.
- Bagoas, primer ministro de Artajerjes III de Persia.
- Bagoas, eunuco relacionado con Alejandro Magno.
- Cen Hun, eunuco del estado de Wu durante el período de los Tres Reinos.
- Eutropio, eunuco contemporáneo de Arcadio.
- Farnacias, eunuco contemporáneo de Menostanes.
- Ganímedes, eunuco al servicio de Cleopatra.
- Gao, fiel eunuco de Bai Pu, dramaturgo de la dinastía Yuan.
- Haloto, catador de alimentos durante el Imperio romano.
- Heraclio, eunuco contemporáneo de Valentiniano III.
- Huang Hao, eunuco del estado de Shu; aparece también en el Romance de los tres reinos.
- Juan el Eunuco, primer ministro con Constantino VIII y Romano III.
- Li Lianying, eunuco de elevado despotismo de la dinastía Qing.
- Mitrídates o Aspamitres, eunuco cómplice de Artabano en el asesinato de Jerjes I.
- Narsés, general de Justiniano I, contraparte de Belisario como principal general bizantino.
- Orígenes,[30] uno de los tres pilares de la teología cristiana.[31]
- Potino, quien decapitó a Pompeyo en nombre del faraón Ptolomeo XIII.
- Shu Diao, responsable de una guerra civil por la sucesión en el estado feudal de Qi.
- Wei Zhongxian, eunuco más poderoso y notorio de la historia china.
- Zhang Rang, el jefe de los infames 10 Changshi (diez asistentes) del este de la dinastía Han.
- Zhao Gao, el favorito de Qin Shi Huang, quien intrigó contra el Li Si (muerto 210 a. C.).
- Zheng He, navegante y explorador chino del siglo XV.